# Zhu (músic)
Zhu   (San Francisco, 22 d'abril de 1989) nom artistic de Steven Zhu, és un productor i músic estatunidenc de música electrònica actiu des d'inicis del 2014, sota l'etiqueta Mind of a Genius Records de Columbia Records. Fins a mitjans del 2014, Zhu va romandre anònim, volent ser jutjat només per la seva música. El seu àlbum de debut, Generationwhy, va sortir el 29 de juliol de 2016 i va ser presentat durant el tancament del festival Coachella en una tenda al desert del Sàhara. L'actuació de Zhu a Coachella va ser elogiada, amb un periodista del New York Observer suggerint que podia ser "el proper Daft Punk".
Zhu és d'origen xinès i va passar la infància a la zona de la badia de San Francisco. Va tocar a bandes de jazz i va fer pràctiques orquestrals a l'escola, tot fent estudis universitaris de música més tard.

## Discografia

### Àlbums d'estudi
| Títol                                        | Detalls de l'àlbum | Classificació més alta | Classificació més alta | Classificació més alta | Classificació més alta |
| Títol                                        | Detalls de l'àlbum | ENS                    | USDance                | AUS                    | POT                    |
| -------------------------------------------- | --- | ---------------------- | ---------------------- | ---------------------- | ---------------------- |
| Generationwhy                                | - Sortida: 29 de juliol de 2016 - Etiqueta: Mind of a Genius Records, Columbia Records - Format: CD, vinil, descàrrega digital | 109                    | 1                      | 35                     | 88                     |
| Ringos Desert                                | - Sortida: 7 de setembre de 2018 - Etiqueta: Mind of a Genius Records - Format: descàrrega digital                             | —                      | 15                     | —                      | —                      |
| Dreamland 2021                               | - Sortida: April 30, 2021 - Etiqueta: Astralwerks - Format: descàrrega digital, streaming                                      | —                      | 11                     | —                      | —                      |
| "—" indica un àlbum no publicat oficialment. | |                        |                        |                        |                        |

### Pistes esteses
| Títol                                          | Detalls | Classificació més alta | Classificació més alta | Classificació més alta |
| Títol                                          | Detalls | USDance                | USHeat.                | AUS                    |
| ---------------------------------------------- | --- | ---------------------- | ---------------------- | ---------------------- |
| El Nightday                                    | - Sortida: Abril 20, 2014 - Etiqueta: Mind of a Genius Records, Colúmbia - Formats: descàrrega digital, CD, vinil | 11                     | 5                      | 6                      |
| Genesis Sèrie                                  | - Sortida: 6 de novembre de 2015 - Etiqueta: Mind of a Genius Records, Colúmbia - Formats: descàrrega digital     | 11                     | —                      | —                      |
| Stardustexhalemarrakechdreams                  | - Sortida: August 18, 2017 - Etiqueta:Mind of a Genius Records - Formats: descàrrega digital                      | —                      | 10                     | —                      |
| Ringos Desert Pt. 1                            | - Sortida: April 26, 2018 - Etiqueta: Mind of a Genius Records - Formats: descàrrega digital                      | 19                     | 23                     | —                      |
| "—" indica una pista no publicada oficialment. | |                        |                        |                        |

### Singles

#### Com a artista principal
| Any                                                                         | Títol                                     | Posició màxima | Posició màxima | Posició màxima | Posició màxima | Posició màxima | Posició màxima | Posició màxima      | Àlbum                         |
| Any                                                                         | Títol                                     | US Dance       | AUS            | BEL (FL)       | DEN            | IRE            | NL             | UK                  | Àlbum                         |
| --------------------------------------------------------------------------- | ----------------------------------------- | -------------- | -------------- | -------------- | -------------- | -------------- | -------------- | ------------------- | ----------------------------- |
| 2014                                                                        | "Faded"                                   | 12             | 3              | 7              | 2              | 39             | 69             | 3                   | The Nightday                  |
| 2015                                                                        | "Automatic" (amb AlunaGeorge)             | 19             | 97             | 59             | —              | —              | —              | —                   | Genesis Series                |
| 2015                                                                        | "Working for It" (amb Skrillex and THEY.) | 11             | 30             | —              | —              | —              | —              | 71                  | Genesis Series                |
| 2016                                                                        | "Generationwhy"                           | 26             | —              | —              | —              | —              | —              | —                   | Generationwhy                 |
| 2016                                                                        | "Hometown Girl"                           | 40             | —              | —              | —              | —              | —              | —                   | Generationwhy                 |
| 2017                                                                        | "Nightcrawler"                            | —              | —              | —              | —              | —              | —              | —                   | sense àlbum sencill           |
| 2017                                                                        | "Intoxicate"                              | —              | —              | —              | —              | —              | —              | —                   | sense àlbum sencill           |
| 2017                                                                        | "Dreams" (amb Nero)                       | 36             | —              | —              | —              | —              | —              | —                   | Stardustexhalemarrakechdreams |
| 2018                                                                        | "Blame" (amb Ekali)                       | —              | —              | —              | —              | —              | —              | —                   | sense àlbum sencill           |
| 2018                                                                        | "My Life" (amb Tame Impala)               | 20             | —              | —              | —              | —              | —              | —                   | Ringos Desert                 |
| 2018                                                                        | "Coming Home"(featuring Majid Jordan)     | —              | —              | —              | —              | —              | —              | —                   | Ringos Desert                 |
| 2019                                                                        | "Mi Rumba"(amb Sofi Tukker)               | —              | —              | —              | —              | —              | —              | —                   | sense àlbum sencill           |
| 2019                                                                        | "Man's First Inhibition"(with Nghtmre)    | —              | —              | —              | —              | —              | —              | —                   | sense àlbum sencill           |
| 2019                                                                        | "Zoning"(with the Bloody Beetroots)       | —              | —              | —              | —              | —              | —              | —                   | sense àlbum sencill           |
| 2019                                                                        | "Came for the Low"(with PartywithRay)     | 22             | —              | —              | —              | —              | —              | —                   | sense àlbum sencill           |
| 2020                                                                        | "Only"(with Tinashe)                      | 25             | —              | —              | —              | —              | —              | —                   | Dreamland 2021                |
| "Desire" (with Bob Moses)                                                   | 40                                        | —              | —              | —              | —              | —              | —              | Desire              |                               |
| "Follow" (with Kito and Jeremih)                                            | 20                                        | —              | —              | —              | —              | —              | —              | sense àlbum sencill |                               |
| "Risky Business"                                                            | 37                                        | —              | —              | —              | —              | —              | —              | sense àlbum sencill |                               |
| "I Admit It" (featuring 24kGoldn)                                           | 23                                        | —              | —              | —              | —              | —              | —              | sense àlbum sencill |                               |
| 2021                                                                        | "Sky Is Crying" (featuring Yuna)          | 39             | —              | —              | —              | —              | —              | —                   | Dreamland 2021                |
| 2021                                                                        | "Yours" (with Arctic Lake)                | 16             | —              | —              | —              | —              | —              | —                   | Dreamland 2021                |
| 2021                                                                        | "Monster" (featuring John the Blind)      | —              | —              | —              | —              | —              | —              | —                   | sense àlbum sencill           |
| 2021                                                                        | "Z-Train"                                 | —              | —              | —              | —              | —              | —              | —                   | sense àlbum sencill           |
| 2021                                                                        | "Lil Mama" (with Partywithray)            | —              | —              | —              | —              | —              | —              | —                   | #Partystarters                |
| "—" indica un enregistrament no publicat oficialment o sense classificació. |                                           |                |                |                |                |                |                |                     |                               |

#### Com a artista convidat
| Títol                                  | Any  | Àlbum               |
| -------------------------------------- | ---- | ------------------- |
| "Radar"(Cassie Cardelle presenta Zhu)  | 2013 | sense àlbum sencill |
| "My blood"(AlunaGeorge presenta Zhu)   | 2016 | I remember          |
| "Cap Més"(Serp de DJ que presenta Zhu) | 2019 | Carte Blanche       |
| "Tot Damunt Em"(Tchami presenta Zhu)   | 2020 | Year Zero           |

## Premis i nomenaments

### Premis Grammy
| Any  | Premi                 | Obra    | Resultat | Ref.   |
| ---- | --------------------- | ------- | -------- | ------ |
| 2015 | Best Dance Recording. | "Faded" | Nomenat  | [ 38 ] |